# Superpuchar Europy FIBA
Superpuchar Europy FIBA (ang. European Basketball Club Super Cup) – cykliczne międzynarodowe, europejskie rozgrywki sportowe, organizowane corocznie w latach 1983–1991 przez FIBA Europa dla męskich klubów koszykarskich z kontynentu europejskiego. W turnieju uczestniczyli zwycięzcy czołowych rozgrywek europejskich jak: Puchar Europy Mistrzów Krajowych (później Euroliga), Europejski Puchar Zdobywców Pucharów (później Puchar Saporty) oraz zazwyczaj uczestnicy final four tych rozgrywek.

## Rezultaty
| Rok  | Mistrz                 | Wicemistrz         | 3. miejsce                  | 4. miejscece       | Adnotacje                      |
| ---- | ---------------------- | ------------------ | --------------------------- | ------------------ | ------------------------------ |
| 1983 | FC Barcelona           | Banco Virtus Rzym  | Bosna                       | Real Madryt        | Format cztero-zespołowej ligi. |
| 1984 | Real Madryt            | Orthez             | Indesit Caserta             | Granarolo Bolonia  | Format cztero-zespołowej ligi. |
| 1985 | Winston All Star       | CSP Limoges        | Simac Mediolan              | Real Madryt        | Format cztero-zespołowej ligi. |
| 1986 | FC Barcelona           | Real Madryt        | Cibona                      | Tracer Mediolan    | Format cztero-zespołowej ligi. |
| 1986 | FC Barcelona           | Cibona             | bd                          | bd                 | 200–189 (101–102 / 99–87)      |
| 1987 | Cibona                 | FC Barcelona       | Ram Joventut                | Tracer Mediolan    | Format cztero-zespołowej ligi. |
| 1988 | Real Madryt            | Jugoplastika       | CSKA Moskwa                 | FC Barcelona       | Format cztero-zespołowej ligi. |
| 1989 | bd                     | bd                 | bd                          | bd                 | bd                             |
| 1989 | Real Madryt            | Jugoplastika       | Philips Mediolan            | FC Barcelona       | Format cztero-zespołowej ligi. |
| 1990 | Pop 84                 | Montigalà Joventut | Maccabi Elite Tel Awiw      | FC Barcelona       | Format cztero-zespołowej ligi. |
| 1991 | Maccabi Elite Tel Awiw | Montigalà Joventut | Banca Catalana FC Barcelona | Slobodna Dalmacija | Format cztero-zespołowej ligi. |

## Tytuły według klubu
| M.  | Klub              | Tytuły | 2. miejsca | Mistrzowskie lata |
| --- | ----------------- | ------ | ---------- | ----------------- |
| 1.  | FC Barcelona      | 3      | 1          | 1983, 1986, 1986  |
| 2.  | Real Madryt       | 3      | 1          | 1984, 1988, 1989  |
| 3.  | Split             | 1      | 2          | 1990              |
| 4.  | Cibona            | 1      | 1          | 1987              |
| 5.  | Winston All Star  | 1      |            | 1985              |
| 6.  | Maccabi Tel Awiw  | 1      |            | 1991              |
| 7.  | Joventut Badalona |        | 2          |                   |
| 8.  | Virtus Rzym       |        | 1          |                   |
| 9.  | Pau-Lacq-Orthez   |        | 1          |                   |
| 10. | CSP Limoges       |        | 1          |                   |

## Tytuły według kraju
| M. | Kraj              | Tytuły | 2. miejsca |
| -- | ----------------- | ------ | ---------- |
| 1. | Hiszpania         | 6      | 4          |
| 2. | Jugoslavia        | 2      | 3          |
| 3. | Stany Zjednoczone | 1      |            |
| 4. | Izrael            | 1      |            |
| 5. | Francja           |        | 2          |
| 6. | Włochy            |        | 1          |